# SLS Linux (Softlanding Linux System)
Softlanding Linux System (SLS) fue una de las primeras distribuciones del sistema operativo GNU/Linux, fundada por Peter MacDonald a  mediados de 1992, que provenía de la distribución conocida como MCC Interim Linux. Fue la primera en ofrecer una distribución que contenía más que el núcleo Linux y las utilidades básicas.
SLS fue probablemente la distribución más popular de Linux en ese entonces, y dominó el mercado hasta que los desarrolladores tomaron una decisión para cambiar el formato de ejecutables, que no estaba bien recibido por el usuario medio (de a.out a ELF). Durante este tiempo, Patrick Volkerding decidió modificar SLS mejorándola con pequeños cambios y limpiándola. Él llamó a su trabajo acabado Slackware. Debido a la dirección impopular que SLS había tomado, Slackware la sustituyó rápidamente y se convirtió en la distribución dominante usada por casi todo el mundo. De la misma manera, la frustración de Ian Murdock con SLS lo condujo a crear el Proyecto Debian.

## Programas incluidos
Núcleo Linux (versiones desde 0.99.11 hasta 1.0), gcc y g++, gdb, emacs, kermit, sc, páginas de man, groff, elvis, elm, mail, uucp, zip, zoo, lh, X Window System, librerías de programa, fuentes 75 dpi y los Juegos: spider, tetris, Xavier, chess, othello, xeyes.